# Cuntini járás
A Cuntini járás (oroszul: Цунтинский район) Oroszország egyik járása Dagesztánban. Székhelye Kidero.

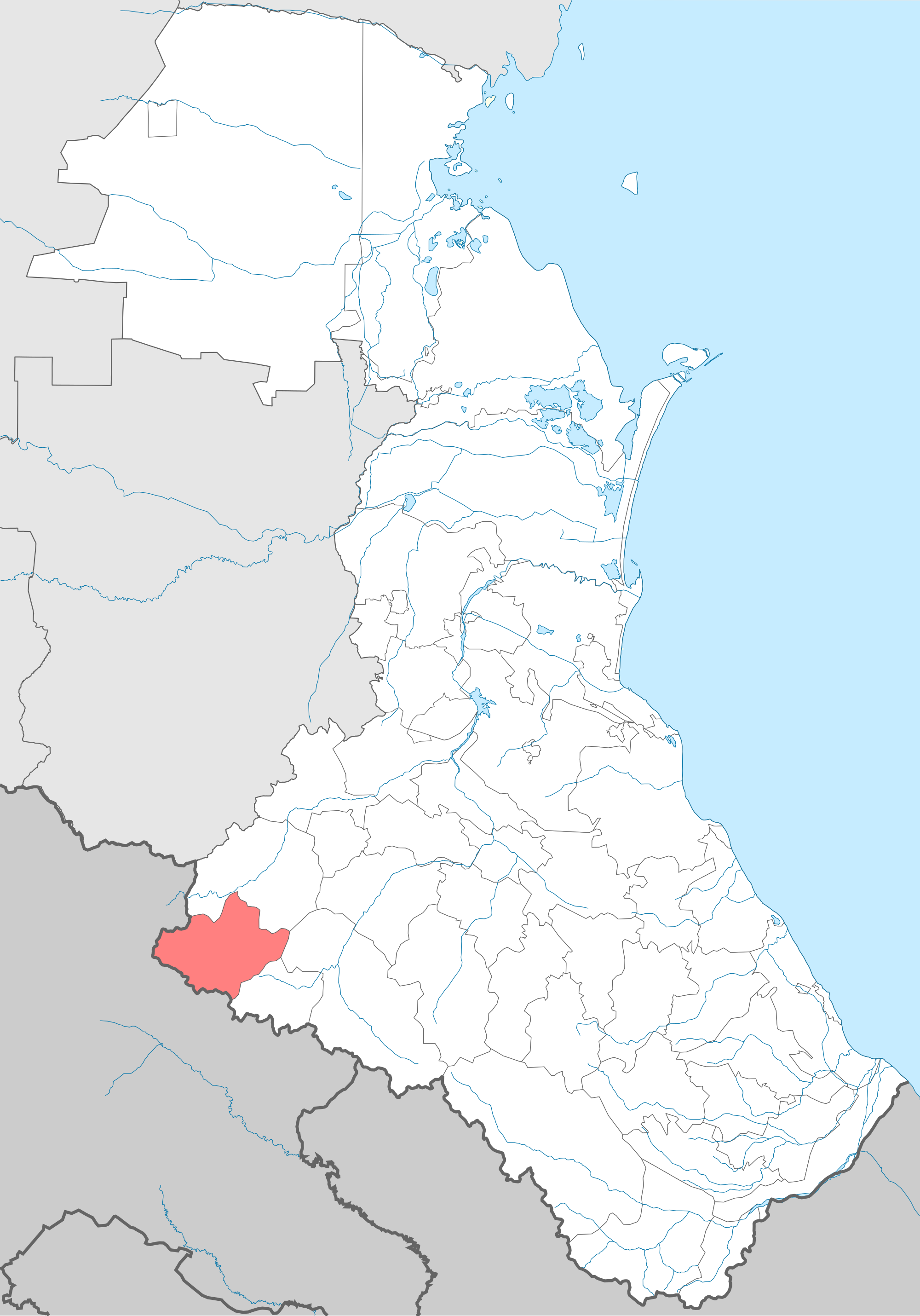
A Cuntini járás Dagesztánban

## Népesség
- 1989-ben 13 324 lakosa volt, melyből 13 306 avar (99,9%), 7 orosz, 4 dargin, 2 azeri, 1 agul, 1 csecsen, 1 lezg, 1 nogaj.
- 2002-ben 17 466 lakosa volt, melyből 17 183 avar (98,4%), 208 orosz, 16 dargin, 10 lezg, 7 kumik, 2 tabaszaran, 1 azeri, 1 cahur, 1 nogaj.
- 2010-ben 18 282 lakosa volt, melyből 18 177 avar (99,4%), 10 dargin, 8 kumik, 5 orosz, 3 lak, 1 lezg.